# بيل دي بلازيو
بيل دي بلازيو (بالإنجليزية: Bill de Blasio) ولد في 8 مايو 1961 سياسي أميركي الذي رئيس بلدية من مدينة نيويورك ال109. منذ عام 2010 إلى عام 2013، شغل منصب على مستوى مدينة نيويورك في الدعوة العامة، حيث تولى منصب أمين مظالم بين الناخبين وحكومة المدينة. شغل في السابق منصب عضو مجلس مدينة نيويورك، التي تمثل منطقة ال39 في بروكلين، والذي يحتوي على بورو بارك، وحدائق كارول، رصيف هيل، غاوينس، كنسينغتون، حديقة المنحدرات، وويندسور تراس. دي بلازيو هو مرشح الحزب الديمقراطي لرئاسة بلدية مدينة نيويورك في انتخابات عام 2013، هزم الجمهوري جو لوتا بأكثر من 73 في المئة من الاصوات. دي بلازيو هو عمدة من الحزب الديمقراطي الأول من المدينة منذ ديفيد دينكينز، و الذي شغل هذا المنصب من عام 1990 إلى عام 1993.

## الحياة والتعليم
ولد دي بلازيو وارن (ويلهلم الابن) ، في حي مانهاتن. وارن ويلهلم. كان والده من أصل ألماني، وكانت جديه والدي أمه المهاجرين الإيطاليين: جدة، جيوفاني، كان من مدينة سانت أغاتا دي غوتي، بينيفينتو، وجدته، آنا (ني بريجانتي)، وكانت من غراسانو، ماتيرا.
تخرج من كامبريدج ماساشوستس. .

## روابط خارجية
- بيل دي بلازيو على موقع IMDb (الإنجليزية)
- بيل دي بلازيو على موقع الموسوعة البريطانية (الإنجليزية)
- بيل دي بلازيو على موقع مونزينجر (الألمانية)
- بيل دي بلازيو على موقع قاعدة بيانات الفيلم (الإنجليزية)
- بيل دي بلازيو على موقع كينوبويسك (الروسية)